# Amomum warburgii
Amomum warburgii är en enhjärtbladig växtart som först beskrevs av Karl Moritz Schumann, och fick sitt nu gällande namn av Karl Moritz Schumann. Amomum warburgii ingår i släktet Amomum och familjen Zingiberaceae. Inga underarter finns listade i Catalogue of Life.